# Langlitinden
Langlitinden es una montaña de la isla de Andørja en el municipio de Ibestad. Es la mayor montaña insular de Noruega con una altura de 1276 m (exceptuando al Beerenberg en Jan Mayen, por ser un volcán). Se localiza en la parte noreste de la isla al sur del puente de Mjøsund y al noreste del Astafjorden. 